# Hüseyin Avni Göktürk
 (novembre 2022).
Si vous disposez d'ouvrages ou d'articles de référence ou si vous connaissez des sites web de qualité traitant du thème abordé ici, merci de compléter l'article en donnant les références utiles à sa vérifiabilité et en les liant à la section « Notes et références ».
 (novembre 2022).
Hüseyin Avni Göktürk, né en 1901 à Niğde (Empire Ottoman) et mort le 16 juillet 1983 à Istanbul (Turquie), est un homme politique turc.

## Biographie
Diplômé de la faculté de droit d'Université d'Istanbul, il fait son master à Genève et son doctorat à Berlin. Il est maitre de conférences et professeur dans la faculté de droit et la faculté des sciences politiques de l'Université d'Ankara. Il est sous-secrétaire d'État du ministère du travail (1946-1947), député de Niğde (1954-1957), ministre de la justice (1955-1957), Président du Service national de sécurité (1957-1959), sénateur de Niğde (1966-1975). Il était marié et avait trois enfants.